# Whaling City Sound
Whaling City Sound is een Amerikaans platenlabel, waarop overwegend jazz uitkomt. Het werd in 1999 opgericht en is gevestigd in North Dartmouth.
Musici wier muziek op het label werd uitgebracht zijn onder meer John Stein, Joe Beck, Alon Yavnai, Bobby Avey, Shawn Monteiro met Clark Terry, een groep met Dave Liebman en Don Braden en Gerry Gibbs Thrasher Big Band.